# Symfonie nr. 3 (Weinberg)
De Russische componist Mieczysław Weinberg voltooide zijn Symfonie nr. 3 opus 45 in juni 1950.

## Geschiedenis
Weinberg schreef de symfonie in de nadagen van de ban die door de componistenbond van de Sovjet-Unie in 1948 over zijn muziek was uitgesproken. Deze ban werd ingegeven door het feit dat Jozef Stalin muziek wilde horen, die het "gewone volk" kon begrijpen. Weinberg had in hun ogen te formalistische muziek geschreven, lees te moeilijke/moderne muziek. Weinberg baseerde daarom deze derde symfonie op Poolse, Wit-Russische en Russische volksmelodieën om meer begrijpelijke muziek te maken en dan ook verzekerd te zijn van uitvoering(en). In maart 1949 begon hij aan zijn eerste "volwassen" symfonie. Zijn eerste schreef hij toen hij nog in de leer was, zijn tweede is alleen in titel een symfonie. In juni 1950 rondde hij het werk af en er waren al plannen en repetities voor uitvoeringen. Na die repetities trok de componist het werk ineens terug; er stonden te veel muzikale vergissingen in. Het is onduidelijk gebleven of die terugtrekking onder druk van de autoriteiten plaatsvond of dat de componist er zelf te weinig vertrouwen in had. Pas tien jaar later, toen het Sovjetregime meer (muzikale) toestond, wendde de componist zich weer tot dit werk en paste het hier en daar aan. De première vond plaats in de grote concertzaal van het Conservatorium van Moskou. Aleksandr Gauk leidde het Radiosymfonieorkest van de Sovjet-Unie op 23 maart 1960.

## Muziek
De muziek vertoont ook hier overeenkomsten met die van Sjostakovitsj, maar is niet zo zwaar aangezet als die van zijn vriend.  Weinberg hield zich aan de klassieke vierdelige opbouw van een symfonie. Tijdens de bewerkingen in 1959 maakte hij van het scherzo het tweede deel. De uitdieping, oorspronkelijk deel 2, werd deel 3:
- Allegro – () – Tempo I – Largo
- Allegro giocoso – () – Andante sostenuto – Tempo I
- Adagio – doppio movimento – Tempo I
- Allegro vivace – moderato – Tempo I

### Orkestratie
- 3 dwarsfluiten, 3 hobo's, 3 klarinetten, 3 fagotten
- 6 hoorns, 3 trompetten, 3 trombones, 1 tuba
- 1 stel pauken, 3 man / vrouw percussie,  1 harp
- violen, altviolen, celli, contrabassen

Nr. 1 · Nr. 2 · Nr. 3 · Nr. 4 · Nr. 5 · Nr. 6 · Nr. 7 · Nr. 8 · Nr. 9 · Nr. 10 · Nr. 11 · Nr. 12 · Nr. 13 · Nr. 14 · Nr. 15 · Nr. 16 · Nr. 17 · Nr. 18 · Nr. 19 · Nr. 20 · Nr. 21 · Nr. 22